# 桑多瓦爾湖

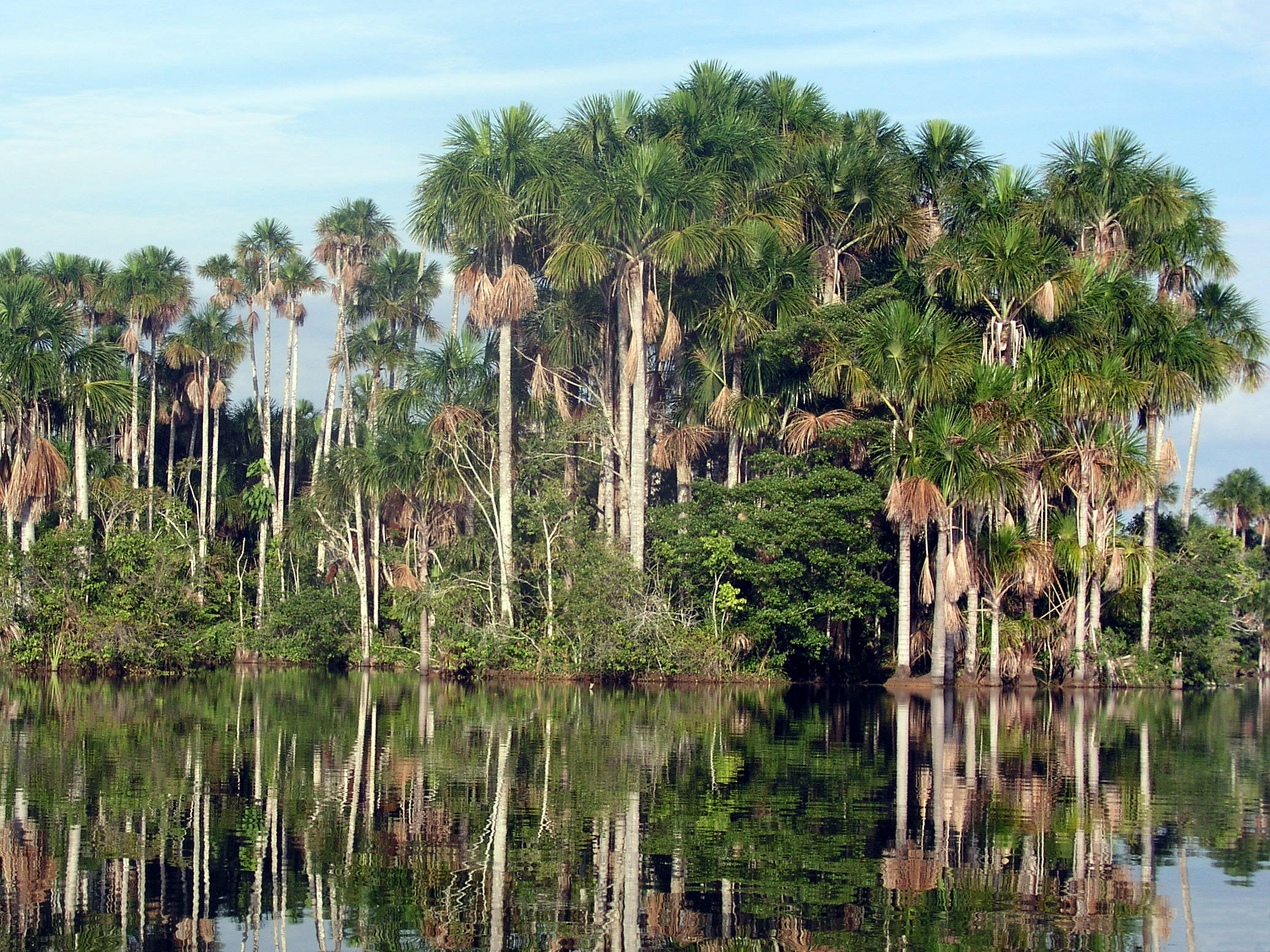

12°36′20″S 69°02′31″W / 12.605548°S 69.041885°W
桑多瓦爾湖（西班牙語：Lago Sandoval），是秘魯的湖泊，位於該國東南部馬德雷德迪奧斯大區，處於馬爾多納多港附近，長3公里、寬1公里，海拔高度182米，是黑凱門鱷和巨獺的棲息地。